# Ibănești (okręg Botoszany)
Ibănești – wieś w Rumunii, w okręgu Botoszany, w gminie Ibănești. W 2011 roku liczyła 2088 mieszkańców.